# II symfonia Mendelssohna
II symfonia B-dur op. 52, znana jako „Lobgesang” (Hymny Chwały) – symfonia skomponowana przez Feliksa Mendelssohna. Napisana została w 1840 roku dla uczczenia czterechsetnej rocznicy wynalezienia druku.
Składa się z 3 części instrumentalnych, po których następuje 9 części wokalno-instrumentalnych. Czas trwania symfonii to około 65-70 minut.

## Tekst
1. Sinfonia

2. Sopran, chór

Alles, was Odem hat, lobe den Herrn. (Psalm 150)

Lobt den Herrn mit Saitenspiel, lobt ihn mit eurem Lied. (Psalm 33)

Und alles Fleisch lobe seinen heiligen Namen. (Psalm 145)

Lobe den Herrn, meine Seele, und was in mir ist, seinen heiligen Namen.

Lobe den Herrn, meine Seele, und vergiß es nicht, was er dir Gutes getan. (Psalm 103)

3. Tenor

Saget es, die ihr erlöst seid durch den Herrn,

die er aus der Not errettet hat,

aus schwerer Trübsal, aus Schmach und Banden,

die ihr gefangen im Dunkel waret,

alle, die er erlöst hat aus der Not.

Saget es! Danket ihm und rühmet seine Güte! (Psalm 107)

Er zählet unsre Tränen in der Zeit der Not,

er tröstet die Betrübten mit seinem Wort. (Psalm 56)

Saget es! Danket ihm und rühmet seine Güte.

4. Chór

Sagt es, die ihr erlöset seid von dem Herrn aus aller Trübsal.

Er zählet unsere Tränen.

5. Duet

Ich harrete des Herrn, und er neigte sich zu mir und hörte mein Flehn.

Wohl dem, der seine Hoffnung setzt auf den Herrn!

Wohl dem, der seine Hoffnung setzt auf ihn! (Psalm 40)

6. Tenor

Stricke des Todes hatten uns umfangen,

und Angst der Hölle hatte uns getroffen,

wir wandelten in Finsternis. (Psalm 116)

Er aber spricht: Wache auf! der du schläfst,

stehe auf von den Toten, ich will dich erleuchten! (Efezjan 5:14)

Wir riefen in der Finsternis: Hüter, ist die Nacht bald hin?

Der Hüter aber sprach:

Wenn der Morgen schon kommt, so wird es doch Nacht sein;

wenn ihr schon fraget, so werdet ihr doch wiederkommen

und wieder fragen: Hüter, ist die Nacht bald hin? (Izajasz 21)

7. Chór

Die Nacht ist vergangen, der Tag aber herbei gekommen.

So laßt uns ablegen die Werke der Finsternis,

und anlegen die Waffen des Lichts,

und ergreifen die Waffen des Lichts. (Rzymian 13:12)

8. Chór

Nun danket alle Gott mit Herzen, Mund und Händen,

der sich in aller Not will gnädig zu uns wenden,

der so viel Gutes tut, von Kindesbeinen an

uns hielt in seiner Hut und allen wohlgetan.

Lob Ehr und Preis sei Gott, dem Vater und dem Sohne,

und seinem heilgen Geist im höchsten Himmelsthrone.

Lob dem dreiein'gen Gott, der Nacht und Dunkel schied

von Licht und Morgenrot, ihm danket unser Lied. (Evangelisches Kirchengesangbuch; Text v. Martin Rinckart, 1636)

9. Duet

Drum sing ich mit meinem Liede ewig dein Lob, du treuer Gott!

Und danke dir für alles Gute, das du an mir getan.

Und wandl' ich in der Nacht und tiefem Dunkel

und die Feinde umher stellen mir nach,

so rufe ich an den Namen des Herrn,

und er errettet mich nach seiner Güte.

10. Chór

Ihr Völker! bringet her dem Herrn Ehre und Macht!

Ihr Könige! bringet her dem Herrn Ehre und Macht!

Der Himmel bringe her dem Herrn Ehre und Macht!

Die Erde bringe her dem Herrn Ehre und Macht! (Psalm 96)

Alles danke dem Herrn!

Danket dem Herrn und rühmt seinen Namen

und preiset seine Herrlichkeit. (1Krn 16:8-10)

Alles, was Odem hat, lobe den Herrn, Halleluja! (Psalm 150)